# 石家绍
石家紹（1791年—1840年），字衣言，號瑤辰，山西平陽府翼城縣封壁人，清朝政治人物。

## 生平
幼家贫，好学，博览群书。嘉庆二十四年（1819年）己卯科山西乡试举人，道光二年（1822年）壬午恩科进士。历任龙南县、兴安县、上饶县等县知县，历署赣州府知府、广信府知府，二十年（1840年）因过度辛劳，卒于官。《清史稿》有傳。
石家紹受清朝書法理論家包世臣推崇，包世臣曾撰《石公祠碑》。

## 外部連結
- 石家紹[永久]
- 石家紹[永久]